# Sphingonotus lluciapomaresi
Sphingonotus lluciapomaresi är en insektsart som först beskrevs av Defaut 2005.  Sphingonotus lluciapomaresi ingår i släktet Sphingonotus och familjen gräshoppor. Inga underarter finns listade i Catalogue of Life.